# Place Marguerite-de-Navarre
 (juillet 2021).
Si vous disposez d'ouvrages ou d'articles de référence ou si vous connaissez des sites web de qualité traitant du thème abordé ici, merci de compléter l'article en donnant les références utiles à sa vérifiabilité et en les liant à la section « Notes et références ».
La place Marguerite-de-Navarre est une voie du 1er arrondissement de Paris, en France.

## Origine du nom

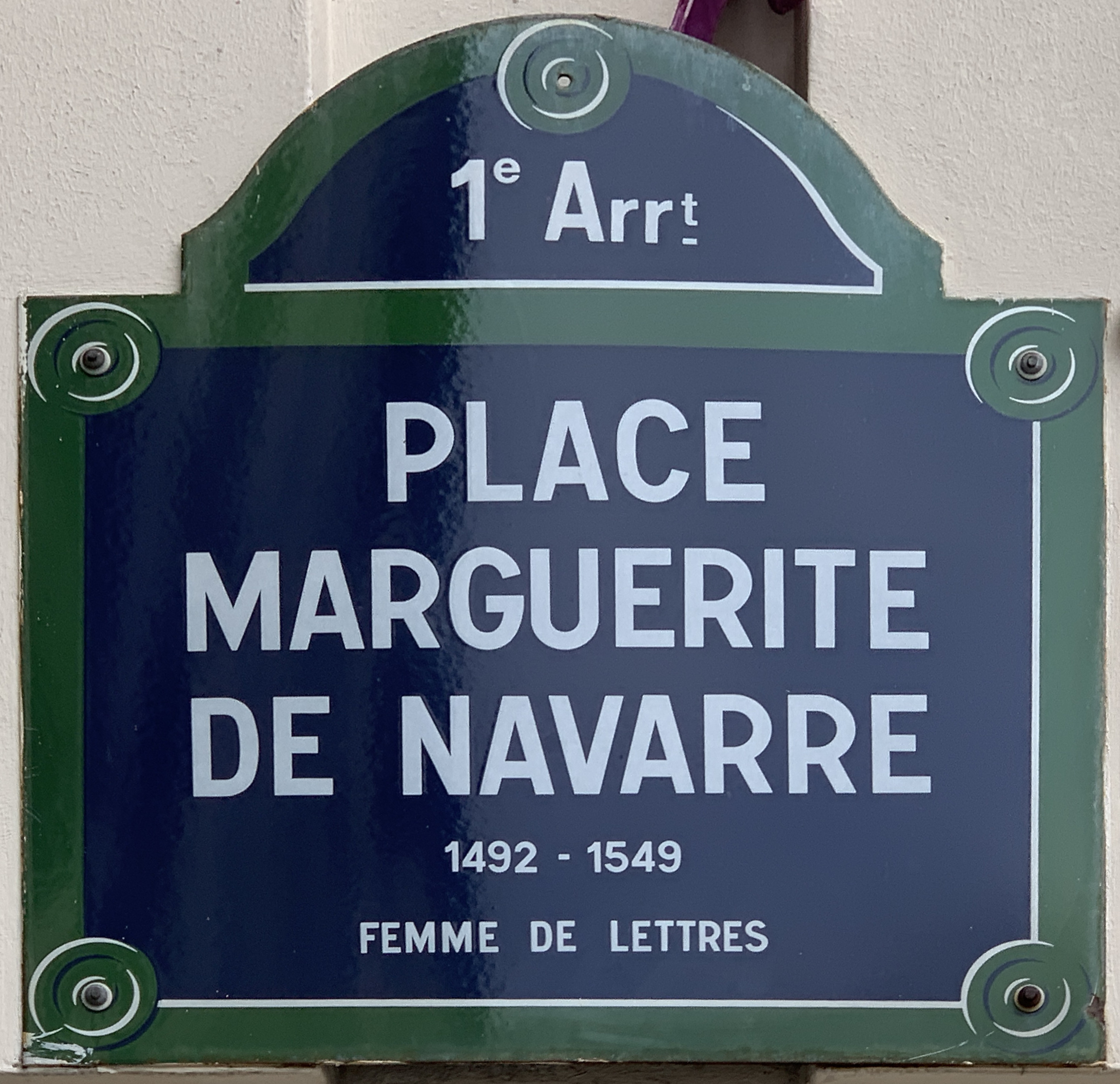
Plaque de la place.

Cette voie publique porte le nom de Marguerite de Navarre (1492-1549), sœur du roi François Ier et l’une des premières femmes de lettres françaises, surnommée la « dixième des muses ».

## Historique
Cette place, située dans le secteur des Halles, a été ouverte sous le nom provisoire de « voie D/1 » et a pris son nom actuel le 2 avril 1985.

## Pour approfondir